# Spolas flavifrons
Spolas flavifrons là một loài tò vò trong họ Ichneumonidae.